# 張縉彥
張縉彥（1600年—1672年），字濂源，号坦公，又号外方子，别号大隐，河南新鄉人，明末清初政治人物，同進士出身。

## 生平
天啓元年（1621年）辛酉科舉人，崇禎四年（1631年）中辛未科進士，户部观政，歷任清涧、三原知县、后入京为户部主事、郎中，累迁翰林院检讨、兵科都给事中。崇禎十七年（1644年）三月十九日清晨，時任兵部尚書的張縉彥主動打開正陽門，迎劉宗敏軍隊，崇禎帝在景山自縊。
清军入关後，張縉彥回乡反大顺，遭大顺刘汝魁部击败。張縉彥遂退守山寨抗清。顺治三年（1646年）被洪承畴招降。顺治十年（1653年）授山东右布政使，顺治十五年（1658年）擢工部侍郎。因罪籍沒家產，流徙寧古塔。在北地與吳兆騫、姚琢之、錢威、錢虞仲、錢方叔、錢丹季等結成詩社為“七子之會”。終老當地。

## 著作
- 《菉居封事二卷》，張縉彥撰，张明弼辑，崇祯刻本
- 《宁古塔山水记》一卷，附《域外集》一卷，张缙彦撰 清康熙松石斋刻本
- 《岱史十八卷》，明查志隆撰，张缙彦删补，明万历十五年载相尧刻，清顺治康熙增修本
- 《依水园文集前集》二卷，《后集》二卷，张缙彦撰，清顺治刻本
- 《菉居诗集》一卷，张缙彦撰，明末刻本
- 《菉居文集》二卷，张缙彦撰，清顺治刻本
- 《禹峰先生文集》二十四卷，清彭而述撰，张缙彦、夏嘉瑞评，清顺治十六年张芳刻本